# Ходорченко Микита Русланович
Микита Русланович Ходорченко (нар. 19 червня 2000, Донецьк, Україна) — російський та український футболіст, захисник московського «Спартака-2».

## Життєпис
Вихованець донецького «Шахтаря», у складі якого 2013 року дебютував у ДЮФЛУ. Окрім «гірників», у вище вказаному турнірі виступав також за «Олімпік» (Донецьк), «Азовсталь» (Маріуполь) та «Княжа» (Щасливе). У 2016 році перейшов до «Зірки», де за два сезони зіграв 28 матчів (1 гол) в юнацькому чемпіонаті України. За підсумками сезону 2017/18 років «Зірка» вилетіла до Першої ліги України. Саме у вище вказаному турнірі й дебютував у дорослому футболі. У липні 2018 року продовжив угоду з клубом. У футболці кропивницького клубу дебютував 22 липня 2018 року в прпограному (0:2) виїзному поєдинку 1-го туру Першої ліги проти луцької «Волині». Микита вийшов на поле в стартовому складі, а на 80-ій хвилині його замінив Дмитра Хорольського. У першій половині сезону 2018/19 років зіграв 13 матчів у Першій лізі України. По ходу сезону кропивницька команда знялася з турніру, а Ходорченко разом з іншими гравцями отримали статус вільного агента. Під час зимової перерви сезону 2018/19 років перейшов до «Руху». Дебютував у футболці львівського клубу 13 квітня 2019 року в переможному (1:0) виїзному поєдинку 22-го туру Першої ліги України проти ковалівського «Колоса». Ходорченко вийшов на поле на 63-ій хвилині, замінивши Сіднея. У другій половині сезону 2018/19 років зіграв 3 матчі в Першій лізі України.
У 2019 році переїхав до окупованої частини Донецької області, де грав у «командах» з чемпіонату так званої ДНР «Бажановець» (Макіївка) та «Гвардієць» (Донецьк). У 2020 році переїхав до Росії, де отримав російське громадянство. Підписав контракт з московським «Спартаком», але одразу ж був переведений до другої команди клубу. У футболіці «Спартака-2» дебютував 17 жовтня 2020 року в програному (0:3) домашньому поєдинку 16-го туру Першості ФНЛ проти «Оренбурга». Ходорченко вийшов на поле в стартовому складі, а на 83-ій хвилині його замінив Віталій Шитов.